# Cristian Omar Díaz
Cristian Omar Díaz (ur. 3 listopada 1986 w San Miguel de Tucumán) – argentyński piłkarz występujący na pozycji napastnika.

## Kariera
Karierę zawodniczą rozpoczął w Club Gimnasia y Esgrima. Następnie, w latach 2006-2007, grał w Boca Unidos Corrientes. W sezonie 2008 występował w dwóch klubach: Central Norte Salta oraz CSyD La Florida. W 2009 roku został graczem boliwijskiego zespołu CD San José. W barwach tego zespołu dwa razy został królem strzelców boliwijskiej Ekstraklasy. 3 lipca 2010 roku Díaz został zawodnikiem Śląska Wrocław, z którym podpisał dwuletni kontrakt z opcją przedłużenia o następne dwa lata. Díaz otrzymał numer „21” na koszulce. Zamiast nazwiska zawodnika, miało na niej widnieć imię jego córki, Azul, jednakże później Argentyńczyk zrezygnował z tego pomysłu.
W sezonie 2010/2011 wywalczył ze Śląskiem wicemistrzostwo Polski, a rok później został mistrzem kraju. Na koncie ma także zdobyty Superpuchar Polski.
W maju 2013 za porozumieniem stron rozwiązał kontrakt ze Śląskiem. Potem przeszedł do Boliwijskiego Realu Potosi, gdzie po jednym sezonie zdobył wysokie 4. miejsce. Po roku przeszedł z Realu Potosi do Club Deportivo San José gdzie po jednym występie strzelił 2 gole.
Następnie występował w klubach z niższych lig argentyńskich – Deportivo Morón i San Jorge de Tucumán (obydwa z trzeciej ligi), CA Laguna Blanca, Concepción FC, San Martín de Mendoza i Racing Club Eduardo Castex (wszystkie z czwartej ligi).

## Sukcesy
- Superpuchar Polski: 2012
- Mistrzostwo Polski 2012
- brązowy medalista Mistrzostw Polski: 2013
- Król strzelców Liga de Fútbol Profesional Boliviano: 2009 (9), 2010 (16)